# Lina Kostenko
Lina Vassílivna Kostenko (ucraïnès: Лі́на Васи́лівна Косте́нко, nascuda el 19 de març de 1930 a Rjísxiv, óblast de Kíiv, a l'antiga RSS d'Ucraïna, llavors part de la Unió Soviètica) és una poeta i escriptora ucraïnesa, receptora del Premi Taràs Xevtxenko (1987).
Kostenko és una destacada representant dels poetes ucraïnesos dels anys seixanta, coneguts com els Seixantens. Aquest grup va començar a publicar a la dècada del 1950 i va arribar al seu apogeu durant la dècada del 1960. Va ser durant la dècada del 1950 quan Kostenko va publicar els seus primers poemes en els principals diaris d'Ucraïna.

## Biografia
Kostenko va néixer en una família de mestres. El 1936 es va traslladar de Rjísxiv, a Kíiv, on va acabar els estudis secundaris. Es va graduar amb distinció a l'Institut de Literatura Maksim Gorki de Moscou el 1956.
Lina Kostenko fou una de les primeres i més notables en la galàxia de joves poetes ucraïnesos que van aparèixer entre els anys 1950-60.
Les col·leccions dels seus poemes Els raigs de la terra -en ucraïnès: Проміння землі Promínnia zemlí– (1957) i Veles –ucraïnès: Вітрила Vitrila– (1958) van atreure l'interès dels lectors i crítics, i el llibre Viatge del cor, en ucraïnès: Мандрівки серця, Mandrivki sertsià, publicat el 1961, no sols fou tot un èxit, sinó que també va mostrar la veritable maduresa artística de la poeta, i va posar el seu nom entre els grans mestres de la poesia d'Ucraïna. En els anys seixanta s'uneix al moviment dissident d'Ucraïna i dona suport al treball del grup Hèlsinki d'Ucraïna.
Les restriccions a la llibertat de pensament creatiu, i diversos problemes durant l'època de l'estancament van comportar que durant molt de temps la poesia de Lina Kostenko no arribés a la impremta. Però en aquells anys la poeta, malgrat tot, va conrear intensament, a més dels gèneres lírics, la novel·la en vers Marússia Txurai, ucraïnès: Маруся Чурай, considerada una obra mestra de la literatura ucraïnesa.

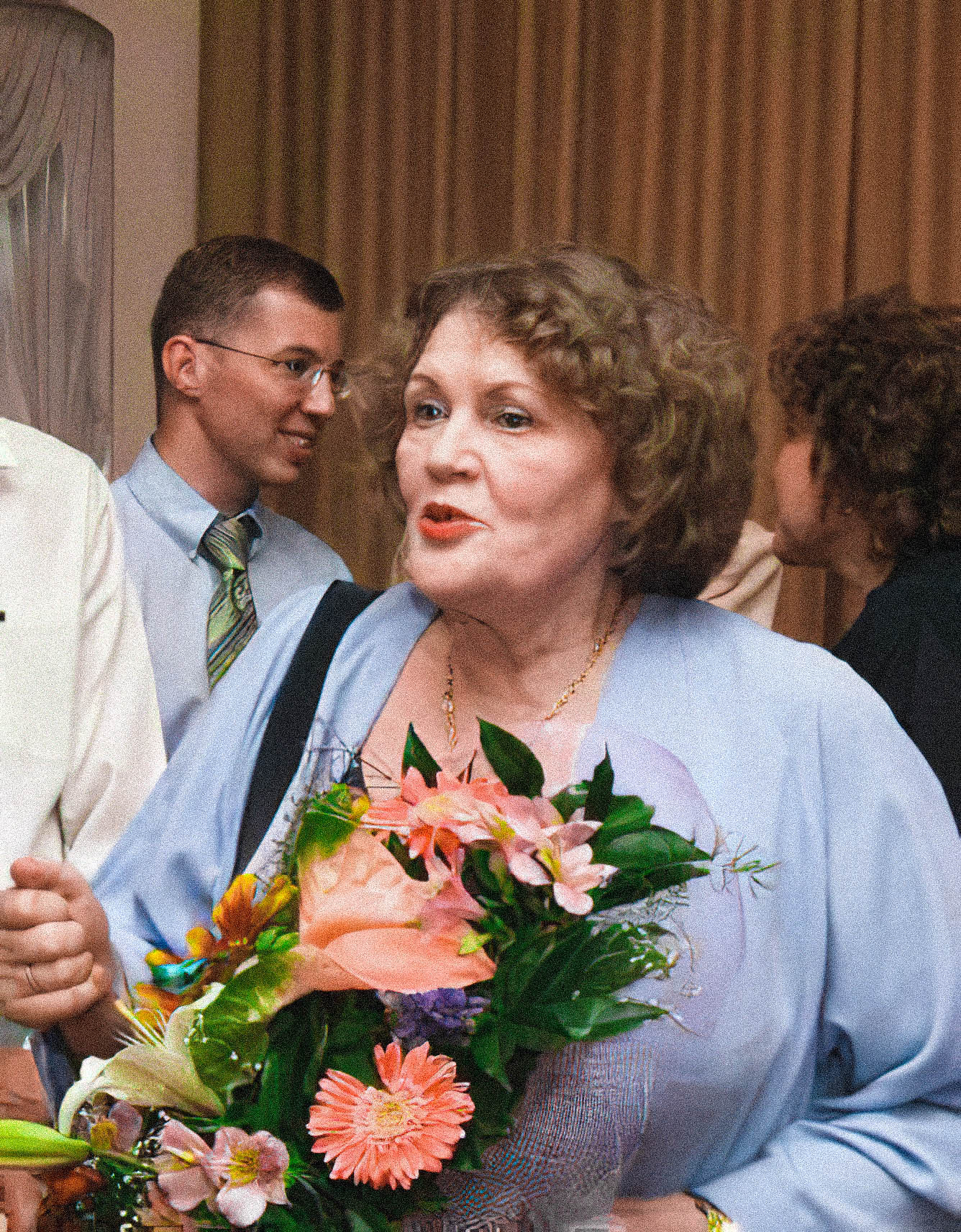
Lina Kostenko, març de 2006

El 1973 va aparèixer en una "llista negra" elaborada pel secretari del Comitè Central del Partit Comunista Valentín Malantxuk. Només el 1977, després de la sortida de V. Malantxuk, va publicar una col·lecció de poemes titulada A la vora del riu etern, ucraïnès: Над берегами вічної ріки Nad berehami vitxnoi riki i el 1979, per resolució especial del Presidium del Partit Socialista, una novel·la històrica en vers, Marússia Txurai, sobre la cantant de folk ucraïnesa del segle xvii, que no obstant això hagué d'esperar sis anys per ser publicada. El 1987 fou guardonada amb el Premi Estatal de l'URSS Xevtxenko (actualment Premi Nacional Xevtxenko). Durant aquest temps, els seus poemes van aparèixer publicats com samizdat, en part sense el seu coneixement.
A més, Lina Kostenko és autora d'altres llibres de poesia, com ara Singularitat –ucraïnès: Неповторність Nepovtornist– (1980), El jardí d'escultures imperibles –ucraïnès: Сад нетанучих скульптур Sad netanutxikh skulptur– (1987) i un llibre de poemes per a nens titulat El rei dels lilàs –ucraïnès: Бузиновий цар Buzinovi tsar– (1987).
El 1989 escriu Snih o Florentsiï –ucraïnès: Сніг у Флоренції– ('Neu a Florència'), i el 1994 va guanyar a Itàlia el Premi Petrarca.
Un esdeveniment important per a l'obra tardana de Kostenko, com per a tota la societat ucraïnesa, va ser la catàstrofe de Txernòbil, que es reflecteix en les seves obres Зона відчуження Zona vidtxujènia (Zona d'alienació) i Zapiski ukraïnskoho samaixedxoho –ucraïnès: Записки українського самашедшого ('Diari d'un boig ucraïnès')–, publicada el 2010, que es va convertir en un dels llibres més venuts d'Ucraïna el 2011.
És professora honorària de la Universitat Nacional de Kíev-Mohila. El 2002 va rebre un doctorat honoris causa per la Universitat Nacional de Txernivtsí.
Lina Kostenko viu i treballa a Kíiv i té dos fills. Les seves obres han estat traduïdes a l'anglès, polonès, belarús, estonià, italià, alemany, eslovac i francès.

## Premis
Va arribar a ser proposada per al Premi Nobel el 1967. Ha rebut diversos guardons, que no sempre ha acceptat; així, per exemple, el 2005 va rebutjar el títol d'Heroi d'Ucraïna concedit per qui era aleshores president, Víktor Iúsxenko. “Jo no llueixo joies polítiques”.
- Premi Nacional Taràs Xevtxenko (1987)
- Premi Antonònovitx (1989)
- Premi Petrarca (1994).
- Legió d'Honor francesa (2022)